# Sophie von Frankreich
Sophie von Frankreich, Fille de France (vollständiger Name: Sophie Philippine Élisabeth Justine; * 27. Juli 1734 in Versailles; † 2. März 1782 ebenda) war eine französische Prinzessin sowie Prinzessin von Navarra. Sie war die sechste Tochter und das achte Kind von Ludwig XV. von Frankreich und seiner Gemahlin Königin Maria Leszczyńska. Zunächst als Madame Cinquième bekannt, wurde sie später Madame Sophie genannt.

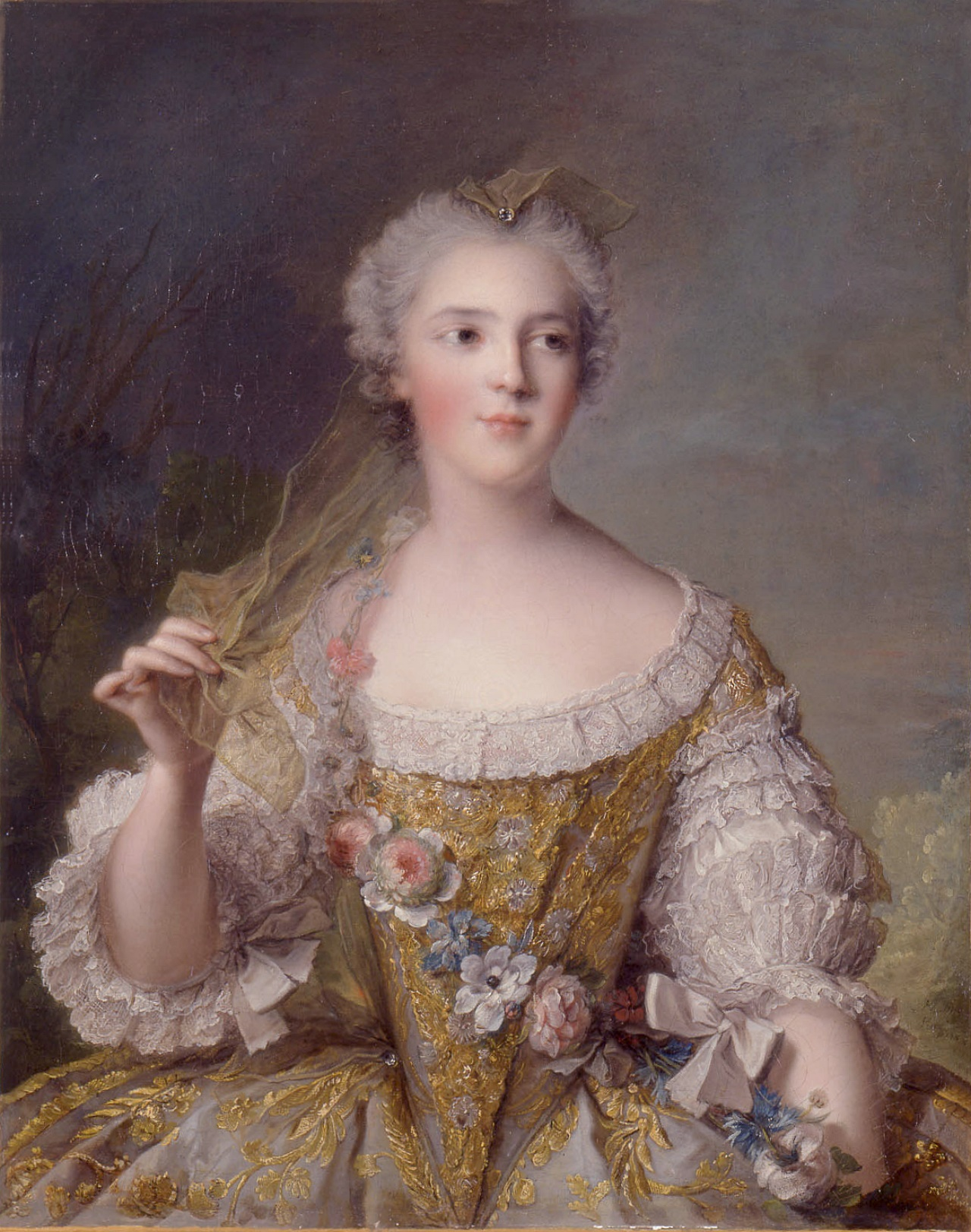
Madame Sophie, fille de france, von Jean-Marc Nattier (1748)

## Leben
Sophie ist weniger bekannt als ihre Geschwister Victoire, Louise Marie und der Dauphin Louis Ferdinand. Ihre Geburt im Schloss von Versailles blieb in der Öffentlichkeit relativ unbemerkt. Im Gegensatz zu den älteren Kindern von Ludwig XV. wuchs sie nicht in Versailles, sondern mit ihrer älteren Schwester Madame Victoire und den jüngeren Schwestern Madame Thérèse (starb jung) und Madame Louise in der Abtei von Fontevrault auf. Sie hatte ein schüchternes, zurückhaltendes Wesen und galt als hässlich und uninteressant. Es wird überliefert, sie hätte Angst vor dem Donner gehabt. Ihr Vater nannte sie „Graille“. Sophie hatte keinen Einfluss am Hof, sondern folgte ihrer älteren Schwester Madame Adelaide in deren Abneigung gegen die Mätressen ihres Vaters, Madame de Pompadour und Madame du Barry.
Sie war eine der vier königlichen Schwestern, die das Kindesalter überlebten. Als ihre Mutter am 24. Juni 1768 starb, wurden ihre Kinder stark in Mitleidenschaft gezogen. Ihr Vater starb sechs Jahre später am 10. Mai 1774.

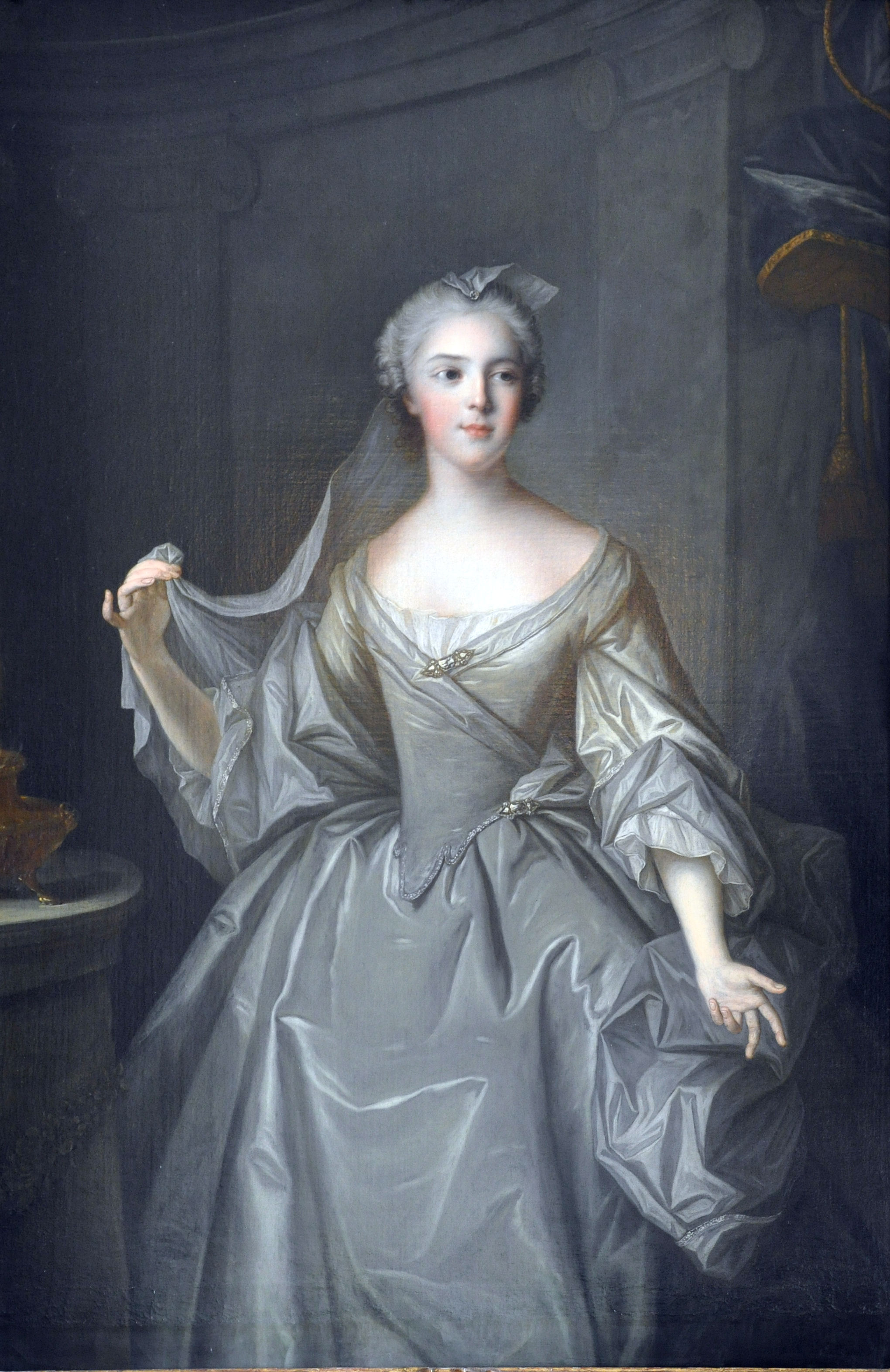
Sophie im blauen Kleid vom französischen Maler Jean-Marc Nattier (1748)

## Herrschaft ihres Neffen
Während der Herrschaft ihres Neffen Ludwig XVI. (1774–1792) durften sie und ihre Schwestern ihre Wohnungen in Versailles behalten, und oft hielten sie sich im Château de Bellevue auf – bekannt geworden durch die Geliebte ihres Vaters. Im Jahr 1776 machte Ludwig XVI. Sophie und ihre Schwester Adelaide zu Herzoginnen von Louvois. Den Herzogstitel hatten beide auf Lebenszeit inne.
Sie wurde in der königlichen Gruft in der Royale Basilika von Saint Denis begraben, die zur Zeit der Französischen Revolution geplündert und zerstört wurde.

## Verwandtschaft
Unter Sophies Neffen befinden sich Ferdinand I., Herzog von Parma, Ludwig XVI. von Frankreich, Ludwig XVIII. von Frankreich und Karl X. von Frankreich, unter ihren Nichten Madame Elisabeth und Königin Maria Luise von Spanien. Ihre Nichte, Madame Sophie, die jüngste Tochter von Ludwig und Marie-Antoinette, wurde nach ihr benannt.

## Ahnentafel
| Ahnentafel Madame Sophie                 | Ahnentafel Madame Sophie                                                            | Ahnentafel Madame Sophie                                                            | Ahnentafel Madame Sophie                                        | Ahnentafel Madame Sophie                                        | Ahnentafel Madame Sophie                                                | Ahnentafel Madame Sophie                                                | Ahnentafel Madame Sophie                                           | Ahnentafel Madame Sophie                                           |
| ---------------------------------------- | ----------------------------------------------------------------------------------- | ----------------------------------------------------------------------------------- | --------------------------------------------------------------- | --------------------------------------------------------------- | ----------------------------------------------------------------------- | ----------------------------------------------------------------------- | ------------------------------------------------------------------ | ------------------------------------------------------------------ |
| Urgroßeltern                             | Louis de Bourbon, dauphin de Viennois (1661–1711) Maria Anna von Bayern (1660–1690) | Louis de Bourbon, dauphin de Viennois (1661–1711) Maria Anna von Bayern (1660–1690) | Viktor Amadeus II. (1666–1732) Anne Marie d’Orléans (1669–1728) | Viktor Amadeus II. (1666–1732) Anne Marie d’Orléans (1669–1728) | Jan Karol Opaliński (1642–1695) Zofia Czarnkowska Opalińska (1660–1701) | Jan Karol Opaliński (1642–1695) Zofia Czarnkowska Opalińska (1660–1701) | Rafał Leszczyński (1650–1703) Anna Leszczyńska (1660–1727)         | Rafał Leszczyński (1650–1703) Anna Leszczyńska (1660–1727)         |
| Großeltern                               | Ludwig von Burgund Maria Adelaide von Savoyen (1685–1712)                           | Ludwig von Burgund Maria Adelaide von Savoyen (1685–1712)                           | Ludwig von Burgund Maria Adelaide von Savoyen (1685–1712)       | Ludwig von Burgund Maria Adelaide von Savoyen (1685–1712)       | Stanislaus Leszczyński (1677–1766) Katharina Opalińska (1680–1747)      | Stanislaus Leszczyński (1677–1766) Katharina Opalińska (1680–1747)      | Stanislaus Leszczyński (1677–1766) Katharina Opalińska (1680–1747) | Stanislaus Leszczyński (1677–1766) Katharina Opalińska (1680–1747) |
| Eltern                                   | Ludwig XV. (1710–1774) Maria Leszczynska (1703–1768)                                | Ludwig XV. (1710–1774) Maria Leszczynska (1703–1768)                                | Ludwig XV. (1710–1774) Maria Leszczynska (1703–1768)            | Ludwig XV. (1710–1774) Maria Leszczynska (1703–1768)            | Ludwig XV. (1710–1774) Maria Leszczynska (1703–1768)                    | Ludwig XV. (1710–1774) Maria Leszczynska (1703–1768)                    | Ludwig XV. (1710–1774) Maria Leszczynska (1703–1768)               | Ludwig XV. (1710–1774) Maria Leszczynska (1703–1768)               |
| Madame Sophie von Frankreich (1734–1782) |                                                                                     |                                                                                     |                                                                 |                                                                 |                                                                         |                                                                         |                                                                    |                                                                    |

## Rezeption
Im Film Marie Antoinette wurde sie von der schottischen Schauspielerin Shirley Henderson verkörpert.